# Colchester Institute
Colchester Institute es un gran proveedor de educación superior con sede en Colchester. Colchester Institute ofrece cursos de tiempo completo y tiempo parcial para una amplia variedad de estudiantes, incluidos jóvenes de 16 a 19 años, aprendices, adultos, empresas y empleadores. Los cursos de educación superior de pregrado y posgrado se imparten a través del Centro Universitario de Colchester y están validados por la Universidad de Anglia del Este, la Universidad de Huddersfield y la Universidad de Essex.

## Historia
Colchester Institute tiene sus raíces en el North East Essex Technical College. Se amplió para incluir programas de grado en Música (a través de la acreditación de la Universidad de Londres), Hotelería y Catering y Arte. En 1992 se unió a varios colegios y al "Anglia Higher Education College" para permitir que este último adquiriera el estatus de universidad como Universidad Politécnica de Anglia (ahora Universidad Anglia Ruskin). Las otras universidades en los aspectos de Educación Superior del "consorcio" incluyeron City College Norwich y la Escuela de Arte y Diseño de Norwich. El "consorcio" se disolvió en 2006 bajo un programa de ratificación propuesto por el Consejo de Financiamiento de la Educación Superior (Inglaterra), y desde ese momento los premios de Educación Superior del Instituto Colchester fueron acreditados por la Universidad de Essex.
Los edificios del instituto se renovaron por completo en 2000 con demolición interna, reparaciones estructurales y reconfiguración de los edificios existentes de la década de 1950, lo que proporcionó 4.000 m² de nueva superficie interna para talleres, laboratorios, aulas y una biblioteca para estudiar. En 2003, se inauguró un nuevo Centro de Artesanía de la Construcción, para brindar instalaciones especializadas en Instalaciones Eléctricas y de Plomería.
El 1 de enero de 2010, el Instituto Colchester se hizo cargo de Braintree College y lo cambió de nombre a The College At Braintree y, posteriormente, a Braintree Campus.
El Centro STEM (Ciencia, Tecnología, Ingeniería y Matemáticas) de 10 millones de libras esterlinas y el edificio South Wing se abrieron en 2016 en el campus de Sheepen Road. El equipo e instalaciones avanzados incorporan un centro de mecanizado CNC HAAS, plataformas de simulación, impresoras 3D comerciales, auto-CAD y equipo científico especializado.
La nueva instalación más reciente en el sitio de Colchester es el Centro de Profesiones de Salud y Atención Social de £5 millones. Lanzado en 2020 con la adición de otro piso al edificio South Wing, este nuevo piso incorpora tecnología inmersiva de vanguardia para crear entornos de aprendizaje simulados.

## Información del campus

### Colchester, campus de Sheepen Road
El campus de Colchester está situado a las afueras de las antiguas murallas romanas de Colchester; el centro de la ciudad y la estación de tren se encuentran a poca distancia.

### Centro Universitario de Colchester, campus de Sheepen Road
Ubicado en el campus de Sheepen Road del Instituto Colchester, el Centro Universitario de Colchester ofrece una amplia gama de títulos de honor de tiempo completo y tiempo parcial, junto con HNC/D, aprendizaje superior y calificaciones de posgrado.

### Campus de Braintree, Church Lane, Braintree
El campus más nuevo de Colchester Institute (luego de la fusión con Braintree College) ofrece a los estudiantes una variedad de calificaciones vocacionales para satisfacer las necesidades de los empleadores en Braintree y sus alrededores.

### Centro de Habilidades Energéticas, Harwich
Con el apoyo de la Agencia de Financiamiento de Habilidades, el Consejo del Condado de Essex y el Consejo del Distrito de Tendring, el Centro abrió por primera vez en 2013 luego de una inversión de £ 500,000 que subraya el compromiso del Colegio para apoyar los requisitos de habilidades dentro del sector energético.

### Tienda de aprendizaje en Colchester
Ubicado en el campus Sheepen Road del Instituto Colchester, este centro ofrece cursos especializados en inglés, TI y matemáticas, bajo la provisión de learndirect. El Centro de aprendizaje es parte de Colchester Learning Shop, que es un punto de información para los miembros del público que buscan información general y consejos sobre cursos, carreras y otros temas académicos.

### Tiendas de aprendizaje en Braintree, Clacton, Dovercourt y Witham
Los cursos en línea que se ofrecen en matemáticas, inglés e informática están diseñados para satisfacer las necesidades del individuo. Los miembros del público también pueden recibir información general y consejos sobre carreras, cursos y otros temas académicos.

## Facultades
Colchester Institute tiene muchas facultades que cubren una variedad de áreas temáticas que incluyen:
- Negocios, Contabilidad y Administración
- Informática y TI
- Construcción
- Estudios de Educación y Formación del Profesorado
- Industrias de ingeniería y automoción, incluidas la soldadura y la fabricación.
- Bellas Artes, Diseño, Moda, Fotografía y Gráficos
- Peluquería y Terapia de Belleza
- Atención médica que incluye asesoramiento, enfermería dental, ciencia e investigación forense.
- Estudios de Hostelería y Alimentación
- Medios interactivos, diseño de juegos y producción de películas digitales
- administración
- Música y Artes Escénicas
- Deporte y Servicios Públicos

Colchester Institute tiene alrededor de 8000 estudiantes y ofrece aproximadamente 120 cursos de tiempo completo.

## Alumni
- John Dagleish - actor
- Patricia Allison - actriz[5][6]
- Roger Eno - Músico
- Jon Hare - Diseñador de juegos y músico
- Bob Russell - Exdiputado de Colchester
- Jordan Cardy - Músico
- Adam Mansfield - Jugador de críquet
- Colin Baldy - Músico, cantante de ópera, director coral[7]
- Sade - Cantante[8][9]